# Music Sounds Better with You
"Music Sounds Better with You" là bài hát duy nhất của bộ tam nhạc house Pháp Stardust, phát hành vào năm 1998. Đây là một bài hát nhạc dance được lấy sample từ bài hát "Fate" của Chaka Khan ra mắt năm 1981. Stardust bao gồm nhà sản xuất Thomas Bangalter, DJ Alan Braxe và ca sĩ Benjamin Diamond. Sau khi phát hành đĩa đơn duy nhất, họ tan rã, tin rằng điều này tạo ra "một phép thuật và bí ẩn nhất định".
"Music Sounds Better with You" ban đầu được phát hành trên nhãn Roulé của Bangalter, sau đó được tái phát hành rộng hơn trên nhãn Virgin Records, kèm theo một video âm nhạc do Michel Gondry đạo diễn. Nó đã ra mắt tại vị trí thứ hai trên UK Singles Chart vào tháng 8 năm 1998 và ở vị trí đó trong hai tuần, trở thành một trong những đĩa đơn bán chạy nhất của Vương quốc Anh năm đó. Nó cũng đã dành hai tuần ở đầu bảng xếp hạng Billboard Dance Club Songs của Hoa Kỳ. Nó đã nhận được các đánh giá tích cực và đã được gọi tên là một trong những bài hát dance xuất sắc nhất mọi thời đại bởi một số ấn phẩm.

## Thu âm
Vào giữa những năm 1990, sau khi phát hành đĩa đơn "Vertigo" trên nhãn Roulé của Thomas Bangalter, DJ Alan Braxe đã biểu diễn tại Câu lạc bộ Rex ở Paris, với Bangalter trên đàn điện tử và bạn của Braxe, Benjamin Diamond cung cấp giọng hát. Họ sáng tác phiên bản đầu tiên của "Music Sounds Better with You" cho buổi biểu diễn, sử dụng một sample lặp từ bài hát "Fate" của Chaka Khan phát hành năm 1981.
Sau buổi biểu diễn, bộ ba đã thu âm lại bài hát tại phòng thu tại nhà của Bangalter, Daft House. Lời bài hát được viết bởi cả ba thành viên; ban đầu có nhiều lời hơn, nhưng đã bị cắt bỏ. Diamond cảm thấy lời bài hát thưa thớt là "giống như một câu chân ngôn... một cái gì đó mà ai cũng có thể hiểu".

## Video âm nhạc
Video âm nhạc của "Music Sounds Better with You" được đạo diễn bởi Michel Gondry. Trong video, một cậu bé lắp ráp một chiếc mô hình máy bay trong khi các thành viên của Stardust, mặc những bộ đồ kim loại với khuôn mặt sơn bạc, biểu diễn trên TV. DJ Mag mô tả video là "quyến rũ" và "mơ mộng". Viết cho Insomniac, Jonny Coleman đã viết rằng video "giúp củng cố rằng khái niệm Stardust tồn tại ở một không gian quen thuộc nhưng xa lạ, một thứ ma mị nhưng vẫn ấm áp và gọi mời".

## Đánh giá từ giới phê bình
John Bush từ AllMusic đã mô tả "Music Sounds Better with You" là "một trong những đĩa đơn nhạc dance tuyệt vời, không thể cưỡng lại của thập kỷ". Annabel Ross của Billboard gọi bài hát là "tuyệt vời vì sự đơn giản của nó" và coi đây là một trong những bài hát nhạc dance hay nhất mọi thời đại. Bruce Tantum từ DJ Mag đã viết rằng bài hát "thực sự không làm phức tạp gì. Nó tồn tại trong một trạng thái hoàn hảo mang lại khoái cảm."

## Tầm ảnh hưởng
Theo Billboard, Virgin đã đề nghị Bangalter sản xuất một album của Stardust hoàn chỉnh với số tiền 3 triệu USD. Nhóm đã tạo ra năm hoặc sáu bản demo, nhưng quyết định giữ Stardust cho một bài hát duy nhất. Braxe cho biết không có kế hoạch phát hành các bản demo, nói: "Tôi nghĩ nó mang lại cho bản thu âm một phép thuật và bí ẩn nhất định." Ngoài buổi biểu diễn của họ tại Câu lạc bộ Rex, Stardust chỉ biểu diễn một lần, trong 30 phút tại lễ hội Borealis ở Montpellier, Pháp.
Diamond và Braxe tiếp tục sự nghiệp riêng của họ; Diamond cho biết anh cảm thấy khó khăn khi trở lại với phong cách âm nhạc của riêng mình sau Stardust, và hãng thu âm Sony đã gây áp lực buộc anh phải phát hành nhiều bản nhạc hơn như "Music Sounds Better with You". Bangalter tiếp tục phát hành âm nhạc với cái tên Daft Punk cùng với Guy-Manuel de Homem-Christo. "Music Sounds Better with You" được ghép cùng với "Human After All", "Together" và "One More Time" trong các buổi biểu diễn trực tiếp năm 2007 của Daft Punk, sau này được vào đĩa thứ hai của album trực tiếp Alive 2007 của họ.
Năm 2013, Mixmag gọi tên "Music Sounds Better with You" là bài hát dance hay thứ sáu mọi thời đại, và vào năm 2018 bài hát được đưa vào danh sách "Nhạc House có lời: 30 bài hát lớn nhất mọi thời đại". Pitchfork đã xếp hạng "Music Sounds Better with You" là bài hát hay thứ 46 của thập niên 90, và đưa ca khúc vào The Pitchfork 500, một cuốn sách tổng hợp các bài hát hay nhất từ năm 1977 đến 2008. Năm 2011, Tạp chí Slant xếp bản nhạc ở vị trí thứ 99 trong bảng xếp hạng "100 đĩa đơn hay nhất thập niên 1990". Năm 2012, Porcys đã xếp đĩa nhạc là đĩa đơn hay nhất của thập kỷ. Năm 2017, BuzzFeed đặt bản nhạc là bài hát nhạc dance vĩ đại thứ 72 của thập niên 90.
Năm 2011, Big Time Rush lấy sample từ bài hát cho ca khúc của họ "Music Sounds Better with U". Nó cũng được đưa vào trò chơi điện tử năm 2013 Grand Theft Auto V. Năm 2018, Stardust đã tái phát hành bài hát cho lễ kỷ niệm 20 năm thành lập. Nó đã được phát hành lại bởi nhãn Because Music và được thêm vào các nền tảng kĩ thuật số.

## Hiệu suất thương mại
"Music Sounds Better with You" được phát hành dưới dạng đĩa đơn trên nhãn Roulé của Bangalter vào đầu năm 1998. Theo Braxe, bài hát ban đầu khiến những người đến các hộp đêm ở Paris bối rối: "Không mất nhiều thời gian để mọi người hiểu được cấu trúc của bản nhạc và bắt đầu nhảy múa, nhưng phản ứng đầu tiên khi nghe là "Cái gì vậy?"" Đĩa đơn này dành cho các DJ, nhưng nhu cầu đã tăng lên sau khi các đĩa nhạc được phân phối tại Hội nghị Âm nhạc Mùa đông tại  Miami năm 1998. Theo đồng quản lý của Roulé, Gildas Loaec, DJ Pete Tong của BBC Radio 1 là DJ đầu tiên chơi nó trên đài radio FM. Loaec và Diamond cho biết Roulé đã bán được từ 250.000 đến 400.000 bản. Bangalter không thích thú với áp lực và sự chú ý mà đĩa đơn mang lại, vì nhãn hiệu Roulé của anh ấy "là một sở thích, một nền tảng sáng tạo". Stardust đã kí hợp đồng với Virgin Records, sau bán được hơn hai triệu bản trên toàn thế giới trên đĩa than và CD.
Ca khúc đứng đầu bảng xếp hạng ở Hy Lạp và Tây Ban Nha và lọt vào top 10 ở ít nhất chín quốc gia khác. Nó đã được chứng nhận Bạch Kim ở Úc và Vương quốc Anh, Vàng ở Bỉ và Bạc ở Pháp. Tại Hoa Kỳ, nó đứng đầu bảng xếp hạng Billboard Dance Club Songs trong hai tuần và cũng xuất hiện trên Billboard Hot 100, đạt vị trí thứ 62.

## Danh sách ca khúc
| Đĩa than 12-inch một mặt (Pháp) | Đĩa than 12-inch một mặt (Pháp) | Đĩa than 12-inch một mặt (Pháp) |
| STT                             | Nhan đề                         | Thời lượng                      |
| ------------------------------- | ------------------------------- | ------------------------------- |
| 1.                              | "Music Sounds Better with You"  | 6:48                            |
| Tổng thời lượng:                | Tổng thời lượng:                | 6:48                            |

| Đĩa đơn CD (Châu Âu và Úc) | Đĩa đơn CD (Châu Âu và Úc)                                       | Đĩa đơn CD (Châu Âu và Úc) | Đĩa đơn CD (Châu Âu và Úc) |
| STT                        | Nhan đề                                                          | Phổ nhạc                   | Thời lượng                 |
| -------------------------- | ---------------------------------------------------------------- | -------------------------- | -------------------------- |
| 1.                         | "Music Sounds Better with You" (radio edit)                      |                            | 4:21                       |
| 2.                         | "Music Sounds Better with You" (bản mix 12-inch cho các hộp đêm) |                            | 6:48                       |
| 3.                         | "Music Sounds Better with You" (remix)                           | Bob Sinclar                | 6:46                       |
| Tổng thời lượng:           | Tổng thời lượng:                                                 | Tổng thời lượng:           | 17:45                      |

| Đĩa đơn CD Hoa Kỳ | Đĩa đơn CD Hoa Kỳ                                                   | Đĩa đơn CD Hoa Kỳ | Đĩa đơn CD Hoa Kỳ |
| STT               | Nhan đề                                                             | Phổ nhạc          | Thời lượng        |
| ----------------- | ------------------------------------------------------------------- | ----------------- | ----------------- |
| 1.                | "Music Sounds Better with You" (radio edit)                         |                   | 4:21              |
| 2.                | "Music Sounds Better with You" (bản mix 12-inch cho các câu lạc bộ) |                   | 6:48              |
| 3.                | "Music Sounds Better with You" (bản mix "Bài ca từ Paris")          | Bibi & Dim        | 10:28             |
| 4.                | "Music Sounds Better with You" (remix)                              | Chateau Flight    | 7:14              |
| Tổng thời lượng:  | Tổng thời lượng:                                                    | Tổng thời lượng:  | 28:51             |

| Đĩa mở rộng Music Sounds Better with You Remixé | Đĩa mở rộng Music Sounds Better with You Remixé            | Đĩa mở rộng Music Sounds Better with You Remixé | Đĩa mở rộng Music Sounds Better with You Remixé |
| STT                                             | Nhan đề                                                    | Phổ nhạc                                        | Thời lượng                                      |
| ----------------------------------------------- | ---------------------------------------------------------- | ----------------------------------------------- | ----------------------------------------------- |
| 1.                                              | "Music Sounds Better with You" (bản mix "Bài ca từ Paris") | Bibi & Dimitri                                  | 10:28                                           |
| 2.                                              | "Music Sounds Better with You" (bản Dub Mix "Đỏ 32")       | DJ Sneak                                        | 5:40                                            |
| 3.                                              | "Music Sounds Better with You" (remix)                     | Chateau Flight                                  | 7:14                                            |
| 4.                                              | "Music Sounds Better with You" (bản Mix "Đỏ 32")           | DJ Sneak                                        | 8:16                                            |
| Tổng thời lượng:                                | Tổng thời lượng:                                           | Tổng thời lượng:                                | 31:38                                           |

| Tái bản 2019     | Tái bản 2019                                | Tái bản 2019 |
| STT              | Nhan đề                                     | Thời lượng   |
| ---------------- | ------------------------------------------- | ------------ |
| 1.               | "Music Sounds Better with You"              | 6:43         |
| 2.               | "Music Sounds Better with You" (radio edit) | 4:20         |
| Tổng thời lượng: | Tổng thời lượng:                            | 11:03        |

## Nhân lực
- Thomas Bangalter - guitar, sản xuất, sáng tác, hòa âm
- Alan Braxe - sản xuất, sáng tác, hòa âm
- Benjamin Diamond - giọng hát, sáng tác
- Dominic King - sáng tác
- Frank Musker - sáng tác
- Chaka Khan - sample

## Thứ hạng
| Thứ hạng (1998)                     | Vị trí cao nhất |
| ----------------------------------- | --------------- |
| Úc (ARIA)                           | 4               |
| Áo (Ö3 Austria Top 40)              | 24              |
| Bỉ (Ultratop 50 Flanders)           | 18              |
| Bỉ (Ultratop 50 Wallonia)           | 12              |
| Canada (Canadian Singles Chart)     | 2               |
| Canada Dance/Urban (RPM)            | 5               |
| Đan Mạch (IFPI)                     | 20              |
| Châu Âu (Eurochart Hot 100)         | 5               |
| Pháp (SNEP)                         | 10              |
| Đức (GfK)                           | 26              |
| Hy Lạp (IFPI)                       | 7               |
| Iceland (Íslenski Listinn Topp 40)  | 4               |
| Ireland (IRMA)                      | 5               |
| Italy (Musica e dischi)             | 2               |
| Hà Lan (Dutch Top 40)               | 17              |
| Hà Lan (Single Top 100)             | 15              |
| New Zealand (Recorded Music NZ)     | 8               |
| Na Uy (VG-lista)                    | 14              |
| Scotland (OCC)                      | 2               |
| Tây Ban Nha (AFYVE)                 | 1               |
| Thụy Điển (Sverigetopplistan)       | 27              |
| Thụy Sĩ (Schweizer Hitparade)       | 7               |
| Anh Quốc (OCC)                      | 2               |
| Hoa Kỳ Billboard Hot 100            | 62              |
| Hoa Kỳ Dance Club Songs (Billboard) | 1               |

| Thứ hạng (1998)                    | Vị trí cao nhất |
| ---------------------------------- | --------------- |
| Úc (ARIA)                          | 36              |
| Bỉ (Ultratop 50 Flanders)          | 94              |
| Bỉ (Ultratop 50 Wallonia)          | 76              |
| Canada Dance (RPM)                 | 15              |
| Châu Âu (Eurochart Hot 100)        | 30              |
| Pháp (SNEP)                        | 30              |
| Iceland (Íslenski Listinn Topp 40) | 77              |
| Hà Lan (Dutch Top 40)              | 60              |
| Hà Lan (Single Top 100)            | 74              |
| Thụy Điển (Sverigetopplistan)      | 100             |
| Thụy Sĩ (Schweizer Hitparade)      | 48              |
| Đĩa đơn Vương Quốc Anh (OCC)       | 11              |

## Chứng nhận
| Quốc gia                                                                           | Chứng nhận | Số đơn vị/doanh số chứng nhận |
| ---------------------------------------------------------------------------------- | ---------- | ----------------------------- |
| Úc (ARIA)                                                                          | Bạch Kim   | 70.000^                       |
| Bỉ (BEA)                                                                           | Vàng       | 25.000*                       |
| Pháp (SNEP)                                                                        | Bạc        | 125.000                       |
| Anh Quốc (BPI)                                                                     | Bạch Kim   | 600.000^                      |
| Hoa Kỳ                                                                             | —          | 140.000                       |
| Tổng hợp                                                                           |            |                               |
| Toàn thế giới                                                                      | —          | 2.000.000                     |
| * Chứng nhận dựa theo doanh số tiêu thụ. ^ Chứng nhận dựa theo doanh số nhập hàng. |            |                               |

## Lịch sử phát hành
| Khu vực        | Ngày                | phương thức                                  | Hãng   |
| -------------- | ------------------- | -------------------------------------------- | ------ |
| Pháp           | Mùa xuân 1998       | Đĩa than 12-inch                             | Roulé  |
| Vương quốc Anh | 10 tháng 8 năm 1998 | CD cassette                                  | Virgin |
| Hoa Kỳ         | 15 tháng 9 năm 1998 | rhythmic contemporary contemporary hit radio | Virgin |